# Туризм на Філіппінах
Туризм на Філіппінах є одним із найважливіших секторів економіки країни.

## Географічні та природні умови

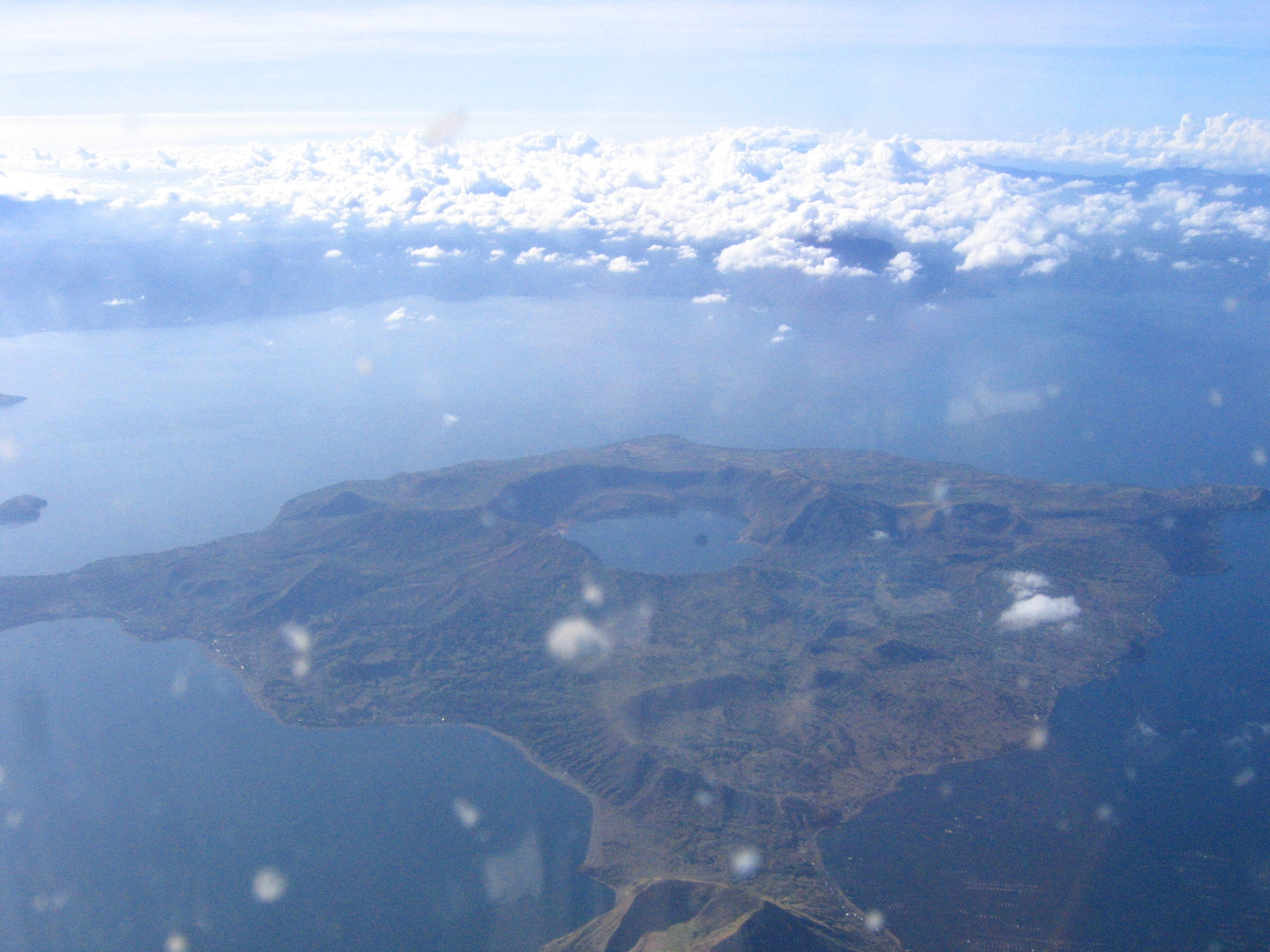
Вулкан Тааль

Республіка Філіппіни займає більш ніж 7 тисяч тропічних островів у Південно-Східній Азії та має природні пляжі, багатий рослинний і тваринний світ та інші рекреаційні ресурси.

## Історичні та культурні передумови

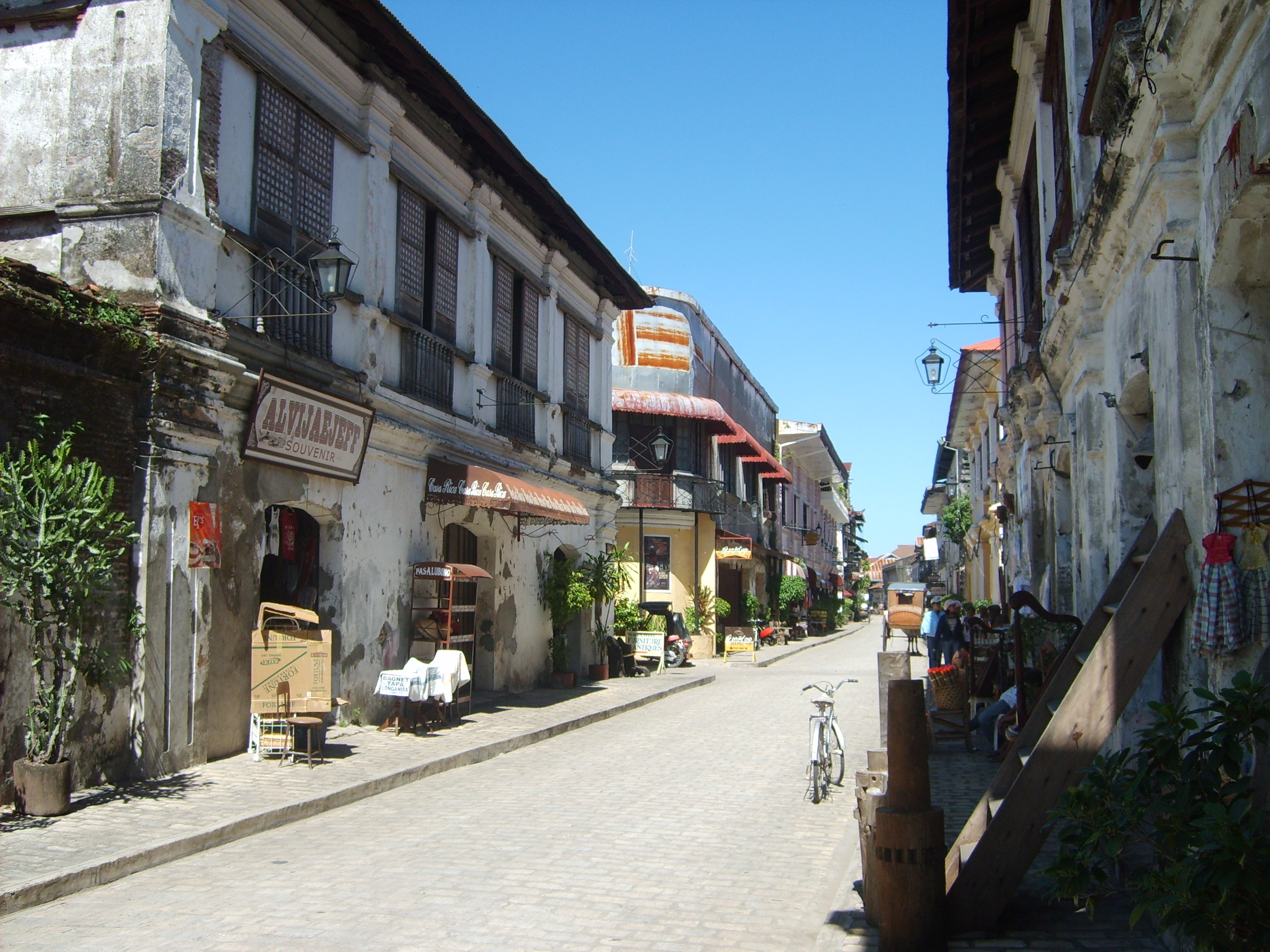
Історичний центр міста Віган має в собі риси класичної іспанської архітектури

Сучасна культура Філіппін об'єднує в собі азійську основу зі значною часткою прямого західного (іспанського та американського) впливу, як результат колоніального минулого, із вторинним латиноамериканським впливом через входження у віце-королівство Нова Іспанія. Західних туристів приваблює релігійна спільність (Філіппіни — одна з двох (поряд із Східним Тимором) католицьких країн в Азії) і розповсюдженість англійської мови на Філіппінах.

## Історія
Масовий туризм на Філіппінах почався у 1970-х роках. Показники відвідуваності росли несуттєво до середини 1980-х, бурхливий ріст популярності Філіппін почався на початку 1990-х років. У 2008 році Філіппіни відвідали 4 млн туристів. Департамент туризму Філіппін прогнозує подвоєння відвідуваності до 2014 року.

## Економічний ефект
У 2000 році туристична сфера принесла 2,1 млрд. доларів США. Найбільша кількість туристів прибувала із США, Японії та Південної Кореї. У 2008 році найбільш швидкозростаючим став російський сектор в'їзного туризму.

## Типи туризму

### Пляжний відпочинок

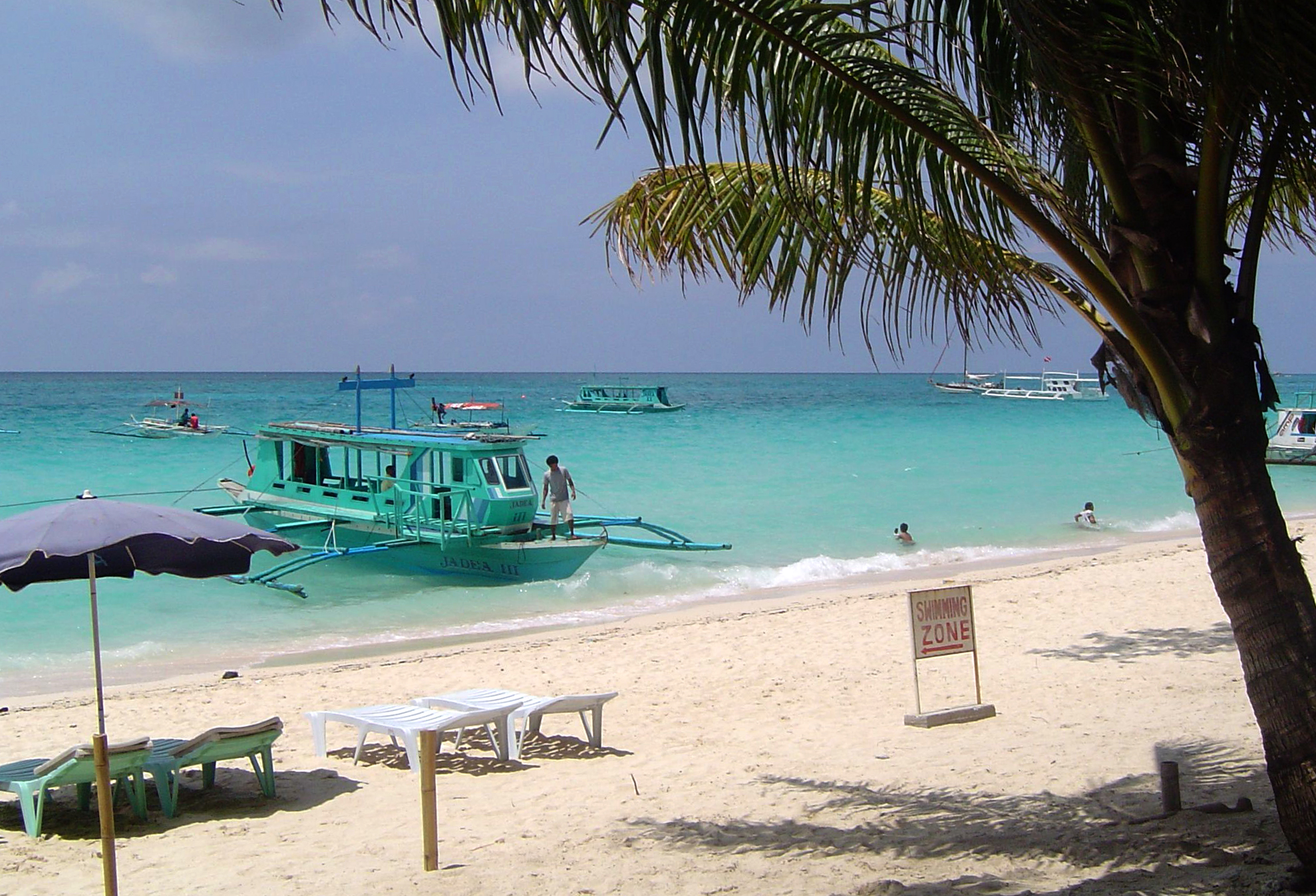
Пляж острова Боракай

Найпопулярнішими регіонами пляжного відпочинку на Філіппінах є острів Боракай, узбережжя провінції Ла-Уніон, острови Себу і Мактан, Бохол і Панглао та інші.

### Екологічний туризм
Філіппіни є популярним напрямком екотуризму. У багатьох регіонах, заповідниках і національних парках проводяться екологічні програми спостережень за птахами (бьордвочінг) і водними тваринами і так далі. Відомим напрямком екологічного туризму служить острів Палаван із регіоном Ель-Нідо і Підземною річкою Пуерто-Принсеса

### Дайвінг та сноркелінг

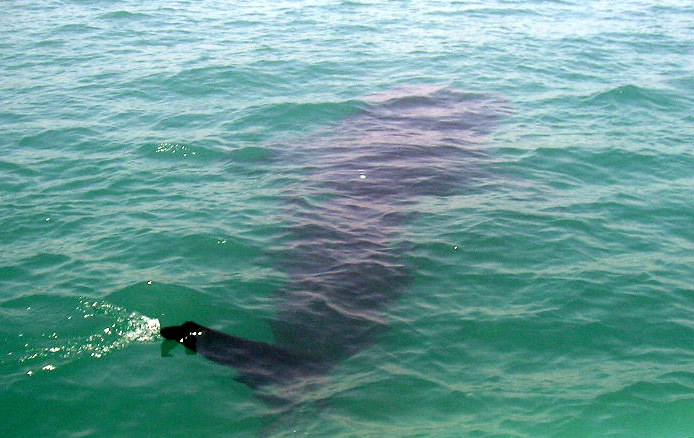
Китова акула, Донсол

Філіппіни — визнаний напрямок рекреаційного дайвінгу світового рівня. Частина популярних дайв-сайтів, наприклад, риф Туббатаха в морі Сулу, досяжні лише в ході дайв-сафарі з проживанням на борту, в багатьох регіонах практикується дейлі-дайвінг із місцевих човнів «банка». У філіппінських водах багато доступних при зануреннях місць корабельних аварій. Найвідоміші регіони рік-дайвінгу: затока Корон (провінція Палаван) і Субик-Бей (острів Лусон).

### Активний відпочинок
На Філіппінах популярні тури з сходженнями на гори і вулкани (Багіо, вулкан Тааль та інші), кайтинг і парасейлинг (острів Боракай), серфінг (острів Сіаргао) та інші види активного та екстремального відпочинку

### Визначні пам'ятки
- Білий пляж на острові Боракай
- Інтрамурос — іспанська фортеця в Манілі
- Баґйо — гірський курорт
- Рисові тераси в Банауе
- Шоколадні пагорби на острові Бохол
- Могила Магеллана в Себу
- Історичний центр Вігана
- Вулкан Тааль
- Вулкан Майон
- Підземна річка Пуерто-Принсеса
- Національний Парк Сотня Островів.

### Події
На Філіппінах відзначається велика кількість як загальнонаціональних, так і регіональних свят і фестивалів, які слугують метою подієвого туризму. Також туристів приваблюють такі події, як конкурс краси «Міс Земля», спортивні заходи і так далі.

### Шопінг
Шопінг — одна з цілей туристів на Філіппінах. Ціни на товари зіставні з цінами в Таїланді та Китаї. На Філіппінах знаходяться три зі списку найбільших торгових центрів у світі: SM Mall of Asia, SM Megamall, SM City North EDSA.

### Оздоровчий і медичний туризм
Філіппіни є одним з головних в Азії напрямків медичного туризму. Популярність даного виду поїздок і передбачуваний потенціал розвитку медичного туризму на Філіппінах пояснюється низькою вартістю лікарських послуг при досить високій якості персоналу. Кампанія розвитку медичного туризму проводиться Департаментом туризму Філіппін з 1998 року.
Також популярні поїздки до народних філіппінських цілителів — хілерам, СПА-процедури і національна форма масажу — хілот.

### Сексуальний туризм
Філіппіни вважаються одним з основних світових напрямків для секс-турів.

## Небезпеки
Туризм на Філіппінах пов'язаний з низкою природних, техногенних і соціальних небезпек.

### Природні небезпеки
- Діючі вулкани, сейсмічна небезпека, ймовірність цунамі
- Північна частина Філіппін входить у зону тайфунів[6]

### Техногенні небезпеки
- На Філіппінах є ймовірність аварій і катастроф техногенного походження, зокрема, не рідко бувають катастрофи морських поромів

### Соціальні небезпеки
- Політична нестабільність
- Тероризм: на Філіппінах діє ряд екстремістських і терористичних організацій ісламського і комуністичного (маоїстського) напрямку.
- злочинність

## Візи
Громадянам низки країн для в'їзду на територію Філіппін необхідна віза.

## Організації
Головним виконавчим органом, що відповідає за регулювання туристичної індустрії Філіппін і за міжнародне просування Філіппін як туристичного напрямку, є Департамент туризму Філіппін (англ. Department of Tourism, DOT).

## Галерея

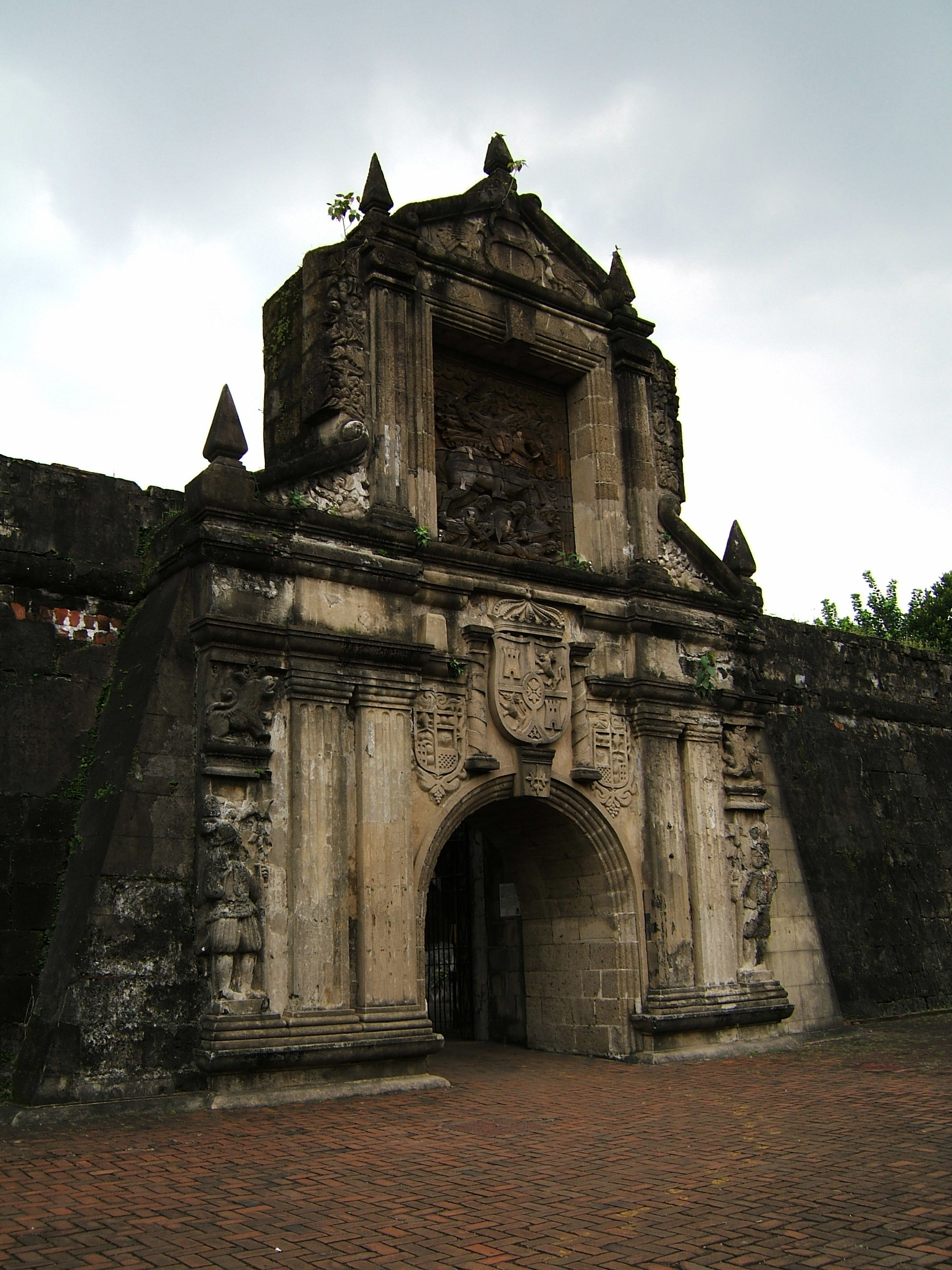
Форт Сантьяго, Маніла
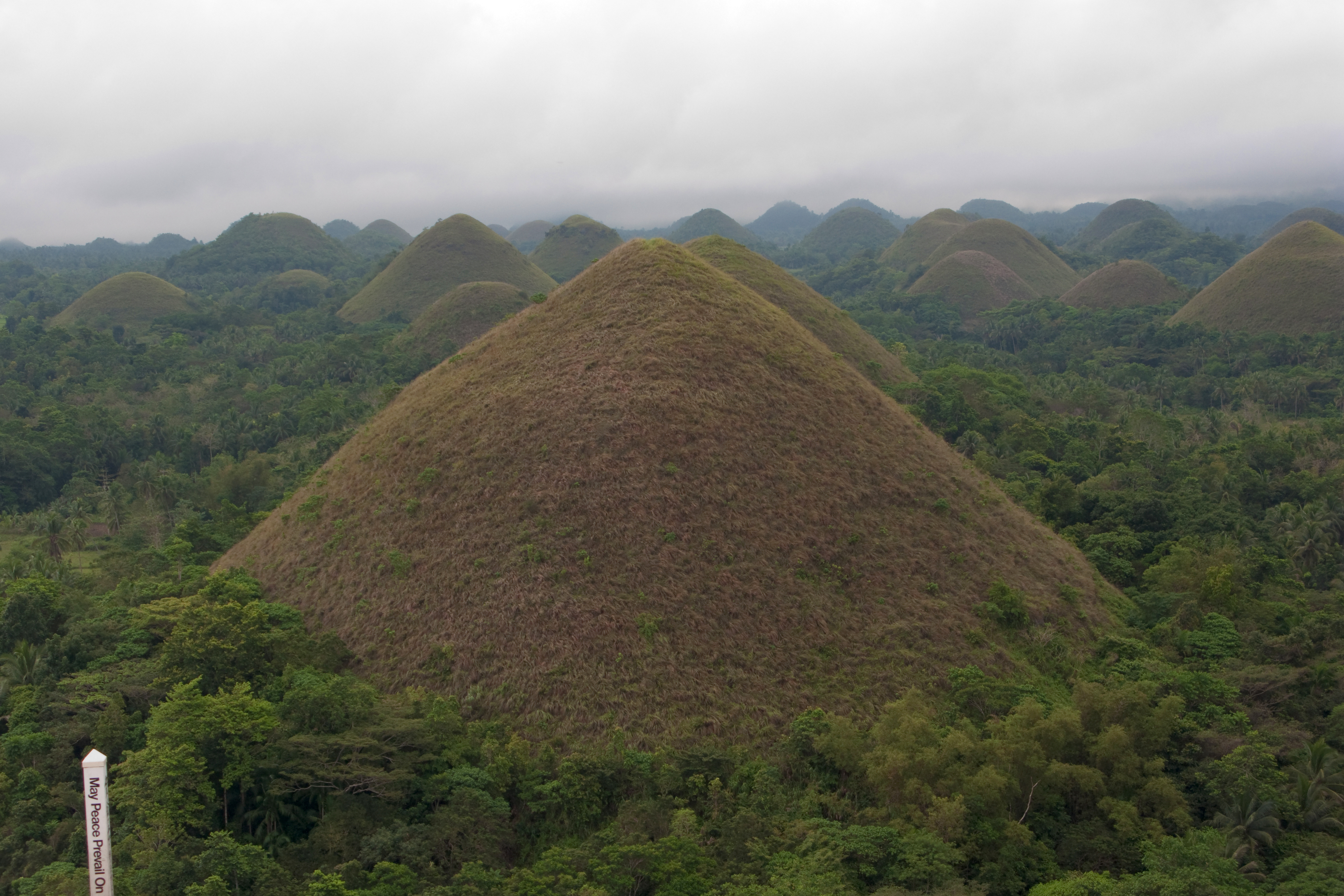
Шоколадні пагорби, острів Бохоль
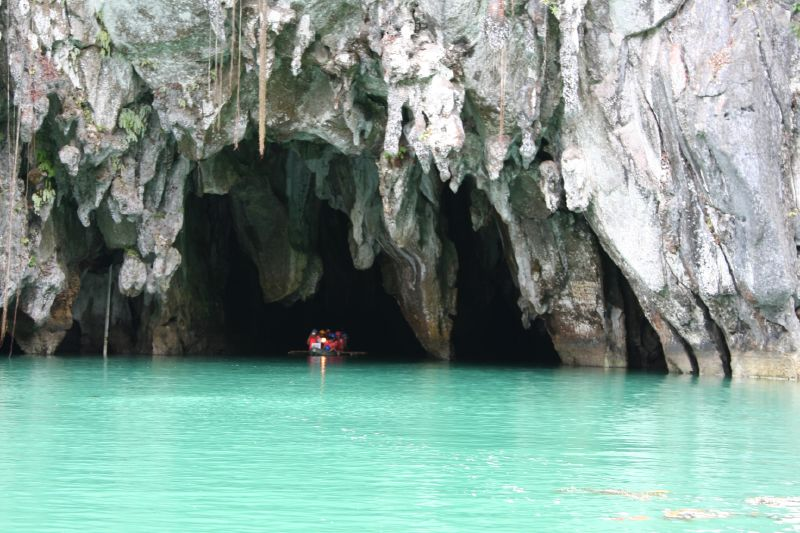
Підземна річка Пуерто-Принсеса
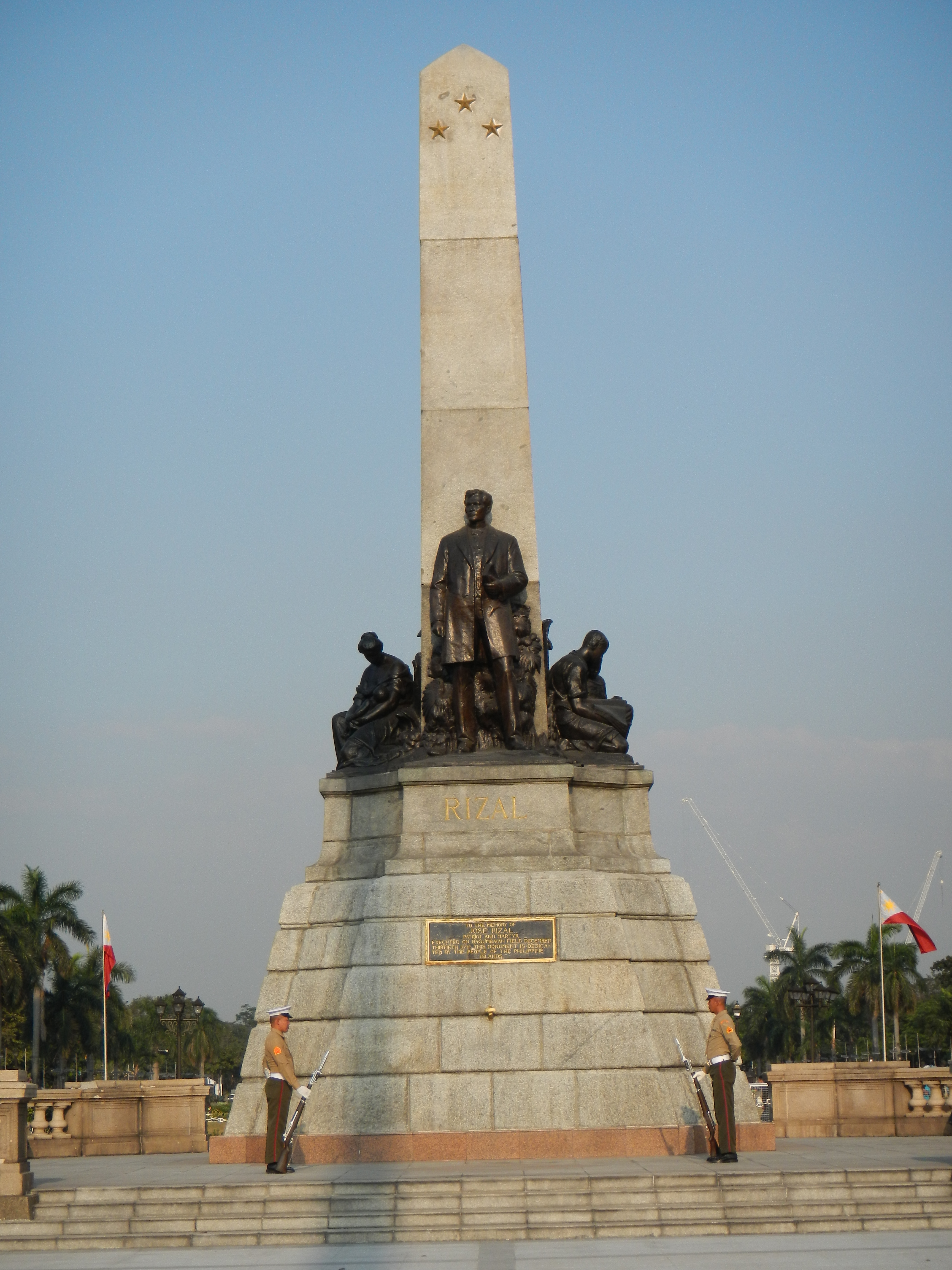
Монумент Хосе Рісалю
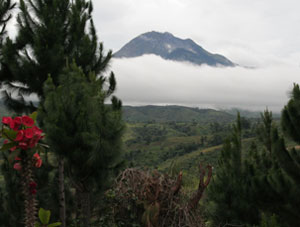
Гора Апо
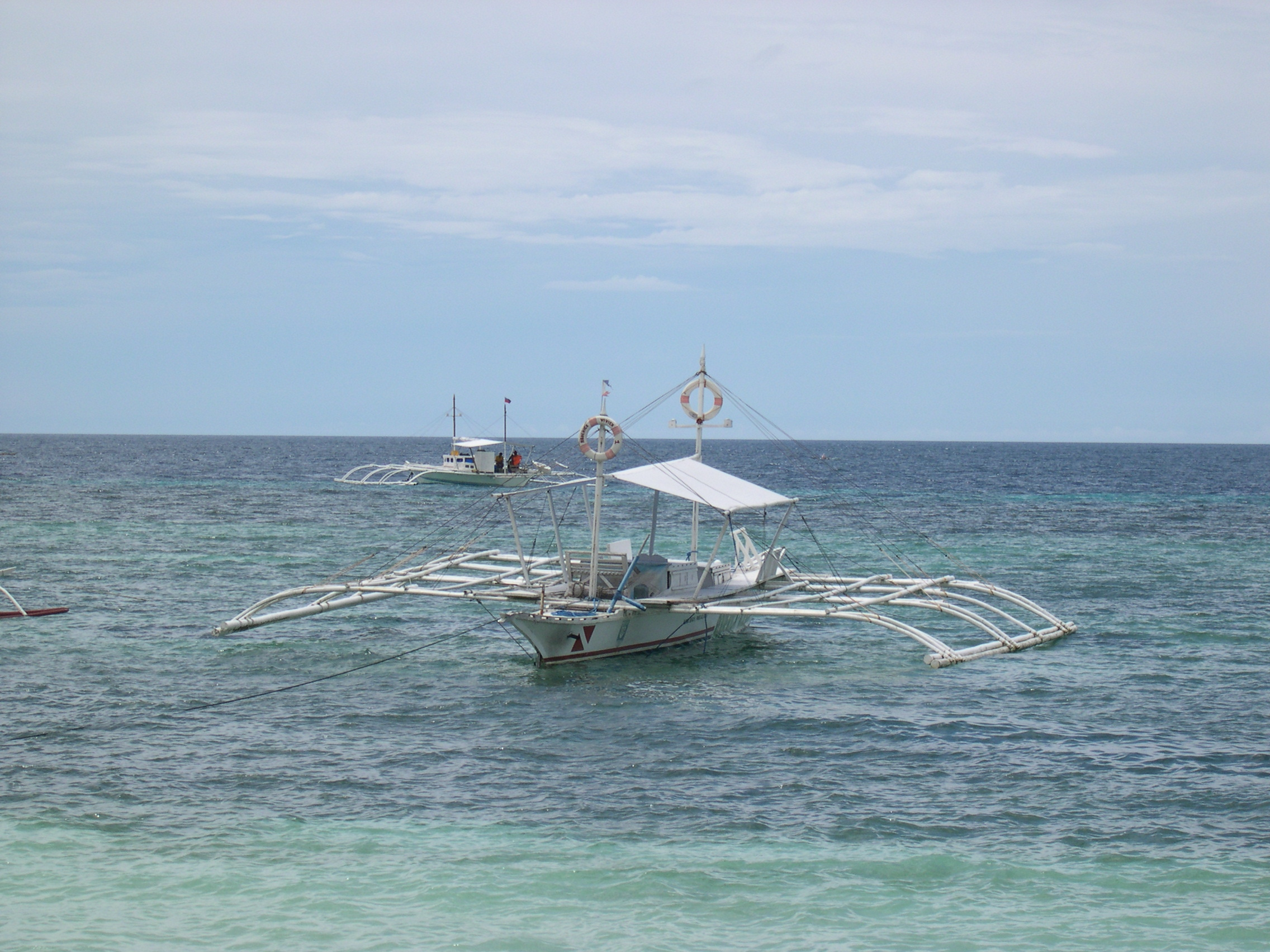
Човен «банка»
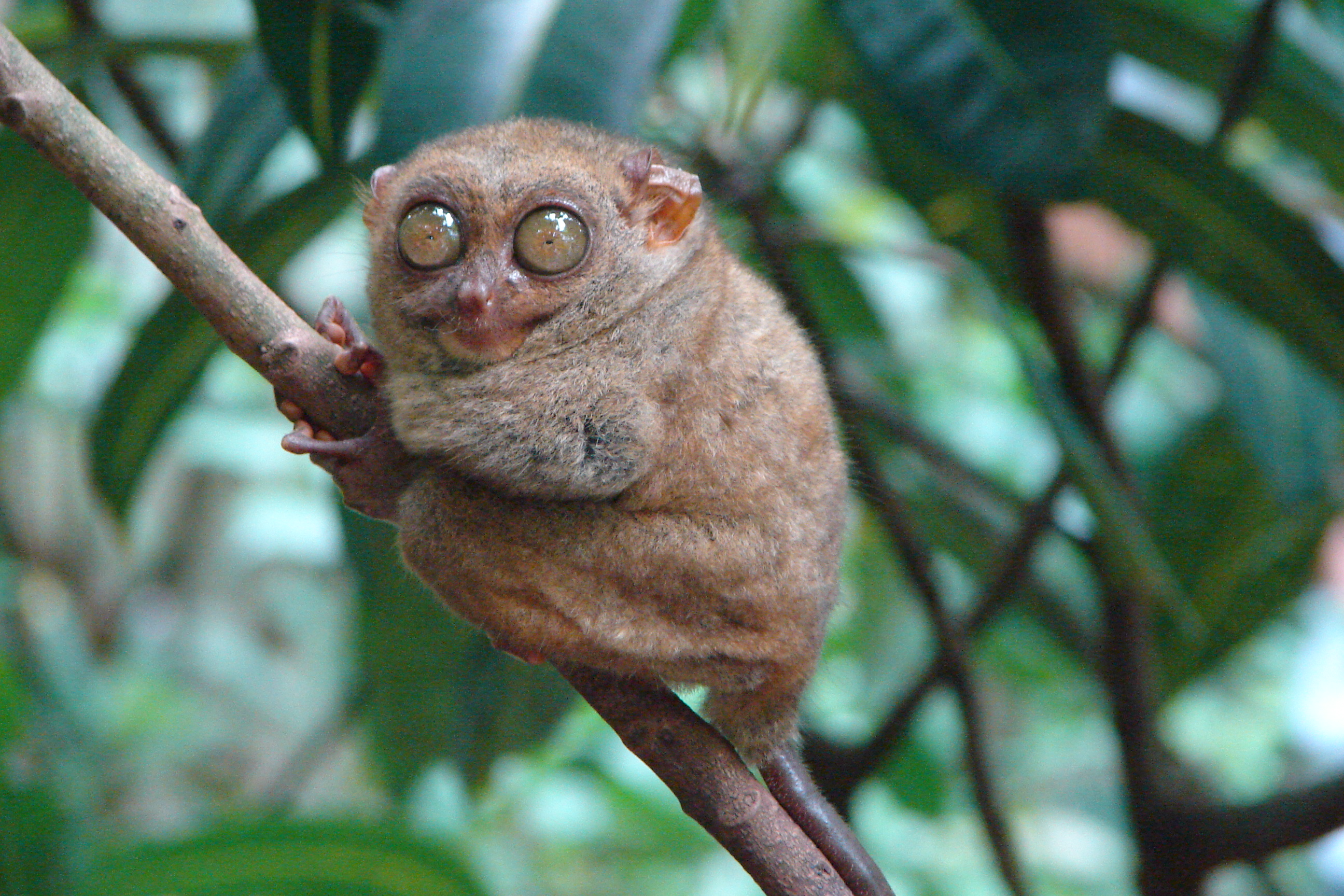
Філіппінський довгоп'ят